# 中野崇
中野 崇（なかの たかし、1980年 - ）は、理学療法士、スポーツトレーナー、JARTA代表。大阪府堺市出身。大阪教育大学教育学部障害児教育学科卒。

## 略歴
中学から大学まで、野球部に所属し、高校までは投手。大阪教育大学では準硬式野球部で外野手として全日本選手権に2度出場。
常に肩・肘のケガに悩み、地元の整骨院をはじめ、様々な治療を試すも完治はしなかった。それがきっかけで理学療法士の道に進む。
大学卒業後、藍野医療福祉専門学校に進学し、理学療法士の資格を得る。その後、医療法人緑風会緑風会病院に入職する。
この頃から、業務以外の時間を利用してスポーツトレーナーの活動を開始。当時は全てボランティアだった。
その後、女子サッカーなでしこリーグINAC神戸の石原孝尚（当時ヘッドコーチ、2014年現在はアメリカ・スカイ・ブルーFCコーチ）と知り合い、当時INAC神戸に所属する田中明日菜、高良亮子のトレーナーを担当するようになる。当時、日本代表にもかかわらず鈍足と言われていた田中明日菜の「足を速くする」という依頼であった。約半年で自他ともに走力の向上を認めた。
その後、埼玉西武ライオンズの岡本篤志・野上亮磨・菊池雄星、INAC神戸海堀あゆみ、ビーチサッカー日本代表の若林邦広、元フットサル日本代表の吉田輝、北京オリンピック水泳銅メダリストの宮下純一など、多数のアスリートのコンディショニングとトレーニングを任せられる。
2016年には、ブラインドサッカー日本代表チームのフィジカルコーチに就任。
ケガからの回復のためのコンディショニングやパフォーマンスアップのためのトレーニングを得意としている。また、「日本人には日本人に適した戦い方がある」として、武道・武術の概念や体軸理論を根底とした身体観やトレーニング理論を提唱している。

## イタリアスポーツ界との関係
毎年、JARTA認定トレーナーに対する研修としてイタリアへと渡っている。
主にローマ、ミラノが研修地である。
研修では、サッカーセリエAのインテルミラノユース、SSラツィオユースなどを訪れ、若い選手たちにトレーニング指導をするとともに、イタリア人トレーナーたちと親交を深めている。
現地コーディネーターは、JARTAテクニカルアドバイザーである吉田輝（元フットサル日本代表）。
中野は、吉田輝が主催する日本人留学サポートプロジェクトであるCALCIO FANTASTICOのスタッフも務めている。

## 主なメディア出演・雑誌掲載・講演会実績

### メディア出演
- NHK情報番組「あさイチ」（2014年5月12日放送）

大腰筋特集（スゴ技Q）
- KBCラジオ「PAO～N」オリンピック特集のコーナー（2015年10月5日放送）

### 雑誌掲載
- 健康雑誌「ステラ」（2014年5月28日発売）
- サッカー批評71（2014年11月）
- サッカー批評72（2015年1月）
- サッカー批評73（2015年3月）
- 月刊トレーニングジャーナル12月号（2015年11月）
- 月刊秘伝２月号（2016年1月）

### 講演会
- 常葉学園橘中学校・高等学校にて「JARTAトレーニング理論」について講演（2014年5月）
- JPTSA（日本理学療法学生協会）にて「理学療法士とスポーツ」（2014年9月）
- 関東ラグビーフットボール協会普及育成委員会のインストラクターに向け

「本質的な人間の動きの向上について」（2014年10月）
- 関東ラグビーフットボール協会普及育成委員会主催　指導者講習会

「子供達の将来を守るために〜怪我の少ない身体の使い方を考える〜」（2015年2月）
- ROAD TO 2020 東京オリンピック　〜夢に羽ばたけ〜（2015年6月）
- 和歌山県美浜町立ひまわりこども園(幼保一体型の園)

「子どもたちの心と身体の伸びしろを伸ばすための考え方と方法」
〜トップアスリートの身体と感性から考える〜（2015年7月）
- 第20回近畿ブロック青年部交流学習会（学校教員研修会）

「身体の使い方を知り、子どもの伸びしろを伸ばす」（2016年1月）

## 著書
- 最強の身体能力 プロが実践する脱力スキルの鍛え方（2023年12月6日、かんき出版、ISBN 978-4761277048）